# الفبای قدیمی مون
الفبای قدیمی مون (انگلیسی: Old Mon script) یک سامانه نوشتاری است که در گذشته گویشوران زبان مون (انگلیسی: Mon language) از آن استفاده می کردند و ممکن است منبع این الفبا، الفبای برمه ای باشد.